# L'Aventure des plantes
L'Aventure des plantes est une série documentaire de Jean-Pierre Cuny, adaptée d'un livre de Jean-Marie Pelt et coproduite par la Communauté des télévisions francophones dans les années 1980. Avec un souci de vulgarisation scientifique, sur des images mêlant images traditionnelles, vues microscopiques et animation, un commentateur, Jean-Pierre Cuny, explique avec un pointe d'humour l'évolution du monde végétal et les rapports entre les plantes, leur environnement et les animaux.

## Documentaires
Elle se décline en deux parties distinctes :
- L'aventure des plantes I (TF1, 1982) : C'est une adaptation très large, écrite et réalisée par Jean-Pierre Cuny, d'un livre intitulé "Evolution et Sexualité des Plantes" dont l'auteur est Jean-Marie Pelt. De ce fait, celui-ci est désigné comme co-auteur de la série mais il n'a pas écrit la série.
- L'aventure des plantes II (TF1, 1986 – 7 d'or du Meilleur documentaire)[2], Jean-Pierre Cuny en est l'auteur principal.

La série explique, à travers des exemples souvent extraordinaires, entre reportages venant du monde entier et animations, l'évolution du monde végétal et la vie des différentes familles de plantes, de la première cellule jusqu'à la diversité des organismes végétaux actuels.
Une autre série suit, toujours de Jean-Pierre Cuny, en 1986, La Guerre des plantes (TF1/Citel), puis en 1992, concernant cette fois-ci le monde animal : Les Inventions de la vie. Lors du décès de Jean-Pierre Cuny en 2000 une nouvelle série était en préparation.
La bande son originale, de Joël Fajerman, est intitulée « Flower's Love ».
Cette série est aussi disponible en téléchargement sur le site de l'Institut National de l'Audiovisuel.

## L'aventure desplantesI
- 01 - À La recherche de la toute première plante : à force de prendre des claques on apprend la vie[5]
- 02 - La conquête de la terre et l'invention du bois[5]
- 03 - L'ère des grandes inventions : l'ovule et la graine[6]
- 04 - L'amour chez les fleurs[6]
- 05 - La longue marche du pollen[7]
- 06 - L'architecture et la fleur[7]
- 07 - Le bal des oiseaux et des vampires[8]
- 08 - Le contrat avec les insectes[8]
- 09 - La communication avec l'extra-végétal[8]
- 10 - La protection maternelle et infantile[9]
- 11 - La fleur enceinte[9]
- 12 - La socialisation des fleurs[10]
- 13 - Une rencontre au sommet : l'Homme et l'orchidée[10]

## L'aventure desplantesII
- 14 - Quand on est mort c'est pour la vie   (20/03/1986)[11]
- 15 - Le plus faible des deux   (16/03/1987)[12]
- 16 - Mission impossible   (27/03/1987)[13]
- 17 - Les conditions extrêmement extrêmes   (04/07/1987)[14]
- 18 - Le roi de la forêt   (11/07/1987)[15]
- 19 - Sur un arbre perché   (18/07/1987)[16]
- 20 - Dis moi où tu habites   (25/07/1987)[17]
- 21 - Le troisième règne   (01/08/1987)[18]
- 22 - La guerre ou la paix   (08/08/1987)[19]
- 23 - La plante et la fourmi   (15/08/1987)[20]
- 24 - L'apprenti sorcier   (22/08/1987)[21]
- 25 - L'empereur et les envahisseuses   (29/08/1987)[22]
- 26 - Le chêne et le roseau   (05/09/1987)[23]

## Publications associées
- La Prodigieuse aventure des plantes de Jean-Pierre Cuny (préface de Jean-Marie Pelt). Editions Fayard. Paru le 02/12/1981.
- L'aventure des plantes, 51 histoires vraies et extraordinaires, de Jean-Pierre Cuny, préface de Jean-Pierre Cuny. Paris : Editions J'ai lu, 1989.